# Herr, wenn ich nur dich hab
Pour les articles homonymes, voir Herr, wenn ich nur dich habe.

Herr, wenn ich nur dich hab (BuxWV 38), en français Seigneur, si je te possède, toi seul est une chaconne vocale, l'une des œuvres sur ostinato les plus connues de Dietrich Buxtehude. L'ostinato de six notes sur trois mesures est un tétracorde descendant, réitéré vingt-quatre fois, sur lequel les versets 25-26 du psaume 73 sont chantés avec ferveur, avant un Alleluia conclusif.

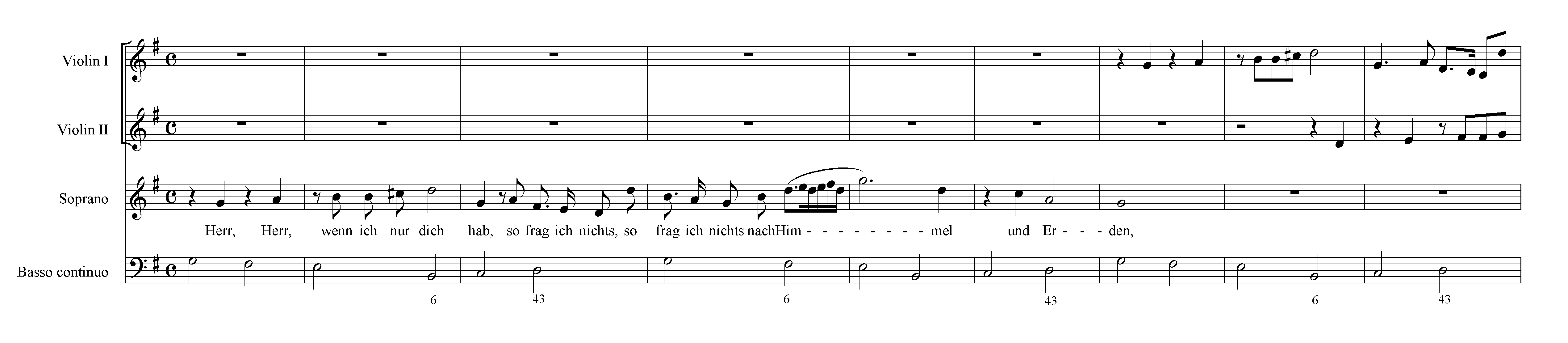
Début de la chaconne BuxWV 38. Sur cet extrait l'ostinato est répétée trois fois à la basse continue.

L'effectif requis est un soprano, deux dessus (violons).
Cette pièce ne doit pas être confondue avec la cantate Herr, wenn ich nur dich habe BuxWV 39, basée sur les mêmes versets. Elle ne doit pas l'être non plus avec d'autres partitions écrites, par d'autres auteurs, sur le même texte.

## Discographie
- Emma Kirkby, John Holloway, Manfredo Kraemer, Jaap ter Linden, Lars Ulrik Mortensen, Dacapo (8.224062, rééd. Naxos), 1997
- Maria-Cristina Kiehr, Ensemble Stylus Phantasticus, Alpha (047), 2003
- Hans Jörg Mammel (adapt. ténor), Ensemble La Fenice, Jean Tubéry, Alpha (113), 2006
- Anne Magouët, Ensemble Jacques Moderne, Joël Suhubiette, Ligia Digital (Lidi 0202183-07), 2007